# Walfang vor Island

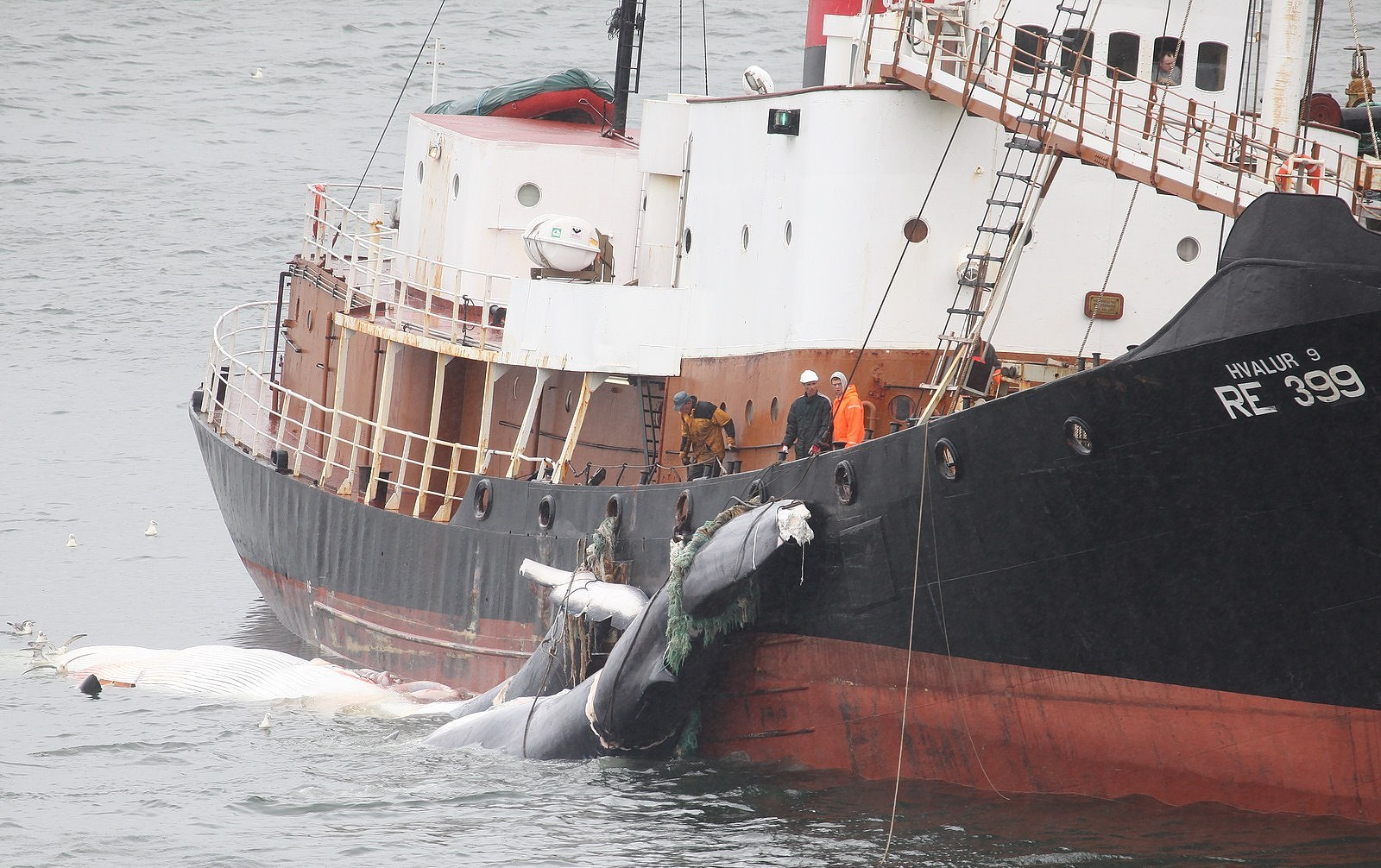
Getötete Finnwale am isländischen Walfänger Hvalur 9 der Hvalur hf in der Bucht von Hvalfjörður 2009

Der Walfang vor Island wurde nach einem Stopp 2003 wieder aufgenommen. Von 2019 bis 2021 war er erneut unterbrochen. In den isländischen Gewässern um den 66. Breitengrad kommen vor allem Zwergwale und die vom Aussterben bedrohten Finnwale vor. Beide Arten werden bejagt. Nachdem die beiden verbliebenen Walfangunternehmen die Fangsaison ab 2019 jeweils abgesagt hatten, stellte eines dieser Unternehmen den Walfang 2020 definitiv ein, das andere nahm ihn jedoch 2022 wieder auf. Seit Juni 2023 war der Walfang vorübergehend für zwei Monate von der isländischen Regierung gestoppt, seit 1. September wieder erlaubt. Im Juni 2024 wurde nach isländischen Medienberichten erneut eine Fanglizenz ausgestellt, jedoch nur für ein Jahr bzw. die laufende Saison und nicht wie sonst üblich für fünf Jahre. Der Inhaber des einzigen aktiven Walfangunternehmens hat 2024 angekündigt, aufgrund der dadurch entstandenen Unsicherheit in diesem Sommer wahrscheinlich keine Wale zu jagen, und auch 2025 den Walfang abgesagt.

## Ökologie und Lebensräume
In dem kalten und dadurch sauerstoffreichen Nordatlantik leben überproportional hohe Populationen von Fischen aller Größenklassen. Diese bilden die Nahrungsgrundlage für die Meeressäuger um Island.

### Meeressäuger
Verschiedene Arten der Furchenwale (Balaenopteridae), einer Familie der Bartenwale, kommen um die Insel vor. Die Arten der Familie der Furchenwale haben eine markante Rückenflosse und deutlich kürzere und breitere Barten als andere Walfamilien sowie die namengebenden Kehlfurchen. Aus der Familie kommen Finnwale und Zwergwale sowie die größeren Buckelwale und Blauwale um Island vor.
Finnwale (Balaenoptera physalus) können bis zu 26 Metern Länge erreichen und sind nach dem Blauwal das zweitgrößte Säugetier der Welt. Finnwale kommen in allen Ozeanen vor, am häufigsten jedoch in gemäßigten und küstennahen Gewässern der südlichen Hemisphäre. Diese Walart ist auf der sogenannten Roten Liste der gefährdeten Arten als in ihrer Population „stark gefährdet“ eingestuft und im Anhang I (absolutes Handelsverbot) des Washingtoner Artenschutzübereinkommens gelistet.
Zwerg- oder Minkewal (Balaenoptera arcutorostrata) sind die kleinste und am häufigsten vorkommende Furchenwalart. Sie leben in drei geographisch isolierten Populationen im Nordpazifik, im Nordatlantik und in der Südhemisphere.

### Lebensräume
Wale kommen rund um Island vor.
Die Faxaflói-Bucht in der Nähe von Reykjavík ist ein beliebtes Wal- und Walbeobachtungsgebiet. Dort finden parallel auch 80 Prozent des isländischen Zwergwalfangs statt.
Die wesentlich größeren Finnwale werden auch außerhalb der 15 Meilen Küstengewässer gejagt. Die Tiere sind zu groß, um sie direkt zu verarbeiten, und werden nach der Tötung längsseits am Schiff vertäut und in den Hafen geschleppt.

## Geschichte

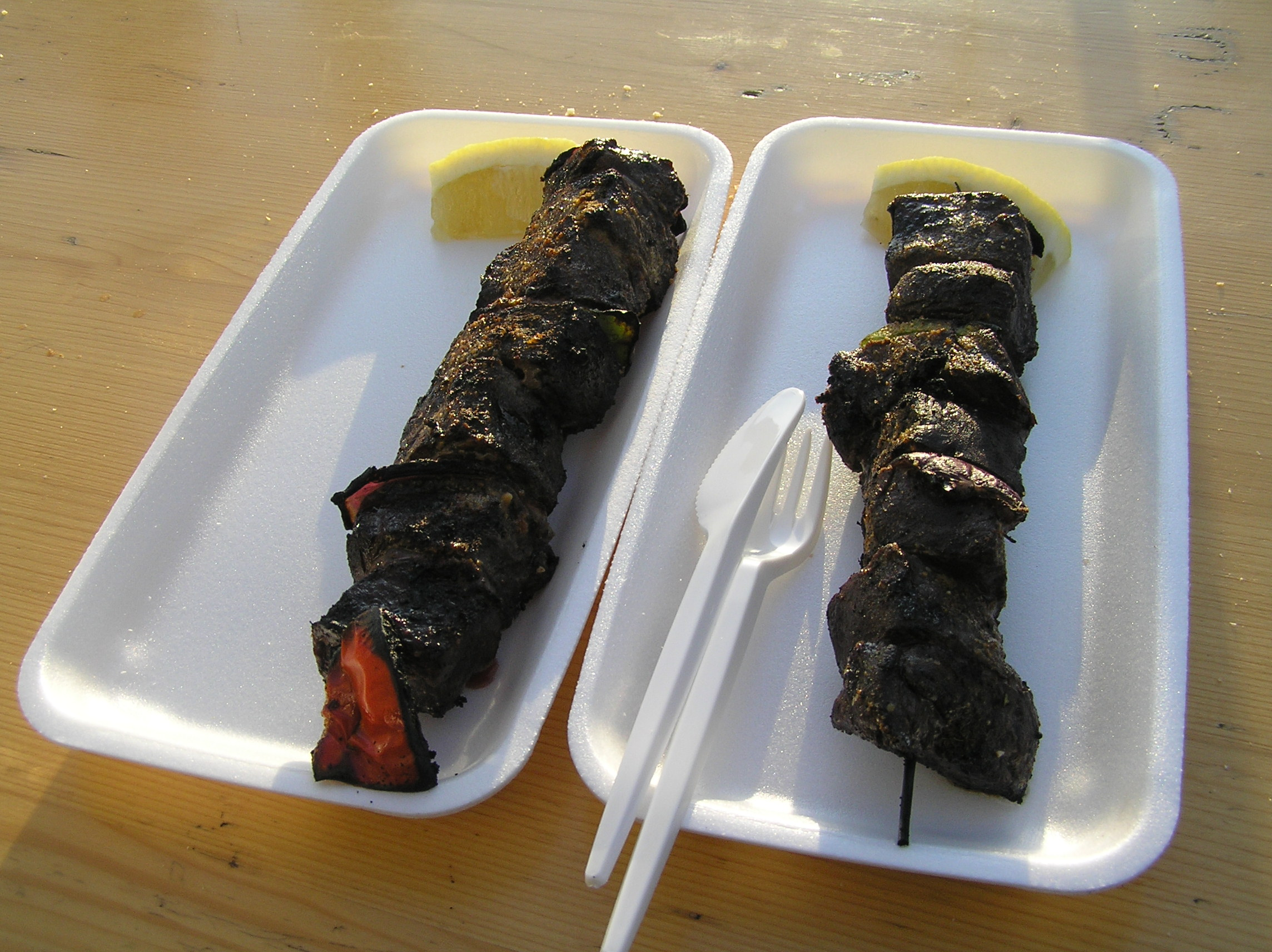
Minkwal-„Kebab“ in Reykjavík

Die ersten Jagden auf Wale um Island fanden hauptsächlich statt, um Öl zu gewinnen. In den 1950er Jahren jedoch wurde begonnen, das Walfleisch als Futtermittel für Haus- und Nutztiere zu verwenden.
1982 einigten sich die Mitglieder der Internationalen Walfangkommission (IWC) darauf, sämtliche kommerziellen Walfangaktivitäten ab der Jagdsaison 1986 zu verbieten (Walfang-Moratorium). Island legte – im Gegensatz zu anderen Ländern – damals keinen Einspruch gegen diese Entscheidung ein. Nachdem das Moratorium in Kraft getreten war, tötete Island im Rahmen eines „wissenschaftlichen Walfangprogramms“ in kleinem Maßstab weiterhin Wale vor seinen Küsten. Auf diese Weise erlegten isländische Walfänger bis 1989 ca. 60 Wale pro Jahr. 1992 trat Island aus der IWC aus. Zehn Jahre später, 2002, trat das Land allerdings erneut bei. Dieses Mal jedoch mit einem rechtlich bis heute umstrittenen Vorbehalt gegen das Moratorium. Viele Länder lehnten diesen Versuch Islands, internationale Vertragswerke und die daraus resultierenden Vorschriften zu umgehen, strikt ab. Einige Länder erkennen Islands Mitgliedschaft daher bis heute nicht an.
Island nahm den „wissenschaftlichen Walfang“ 2003 mit einem fünfjährigen „Forschungsprogramm“ wieder auf und tötete auf diese Weise zwischen 2003 und 2007 insgesamt 200 Zwergwale. Ohne den Abschluss des eigenen, sogenannten Forschungsplans abzuwarten führte Island 2006 den kommerziellen Walfang wieder ein.
Im Januar 2009 wurde die isländische Regierung unter der Fortschrittspartei wegen der großen wirtschaftlichen Probleme des Landes abgewählt. Der scheidende Fischereiminister genehmigte jedoch noch eine massive Erhöhung der Quoten für die kommerzielle Bejagung von Finn- und Zwergwalen und der damals noch neue Fischereiminister Steingrímur J. Sigfússon (Links-Grüne Bewegung) lehnte es ab, die kurzfristige Entscheidung seines Vorgängers rückgängig zu machen.
Im Mai 2011 schlug das isländische Meeresforschungsinstitut HAFRO für 2011/2012 neben neuen Quoten die Option vor, diese um bis zu 20 % der ungenutzten Quoten aus 2010 aufzustocken. Zusätzlich erklärte das Institut, dass isländische Walfänger im Falle der Ausdehnung der Zwergwaljagd auf die offene See auch im sogenannten CM-Gebiet rund um die Jan Mayen jagen dürften. Die Inseln liegen 650 km nordöstlich von Island in der Grönlandsee. Für dieses Gebiet vergibt auch Norwegen Fangquoten.
Zwischen 2013 und 2017 wurde die Größe der Schutzzone um die Faxaflói-Bucht unter den wechselnden isländischen Fischereiministern wiederholt verändert: Nachdem sie Steingrímur J. Sigfússon 2013 ausgeweitet hatte, wurde sie von seinem Nachfolger Sigurður Ingi Jóhannsson verkleinert und Ende 2017 von Þorgerður Katrín Gunnarsdóttir wieder auf ihre Ausdehnung von 2013 gebracht. In Folge der Ausweitung der Schutzzone sei der Walfang erheblich erschwert worden. Es sei den Walfängern nicht mehr möglich, die Fanggründe von Reykjavík aus in einem Tag zu erreichen, wodurch sie mehr Personal einsetzen müssten.
Seit Juni 2023 war der Walfang vorübergehend für zwei Monate von der isländischen Regierung gestoppt. Während dieser Zeit sollte geprüft werden, ob der Walfang mit den isländischen Tierschutzgesetzen vereinbar sei.

## Quote
Islands Ministerium für Fischfang und Landwirtschaft bekommt jährlich eine Empfehlung vom staatlichen Institut HAFRO und erlegt dann der eigenen Walfangindustrie eine Quote auf. 2015 durften 239 Zwergwale getötet werden. Die Quote für Finnwale, die ab Juni bejagt werden, betrug 154 Tiere. 2014 wurden 137 Finnwale harpuniert.
2016 sagte der einzige verbliebene Finnwaljäger Kristján Loftsson die Jagd auf den Finnwal – trotz behördlicher Genehmigung – ab. Diese Entscheidung traf er auch für die Fangzeit 2017, da – wie der Unternehmer verlauten ließ – der Walfang sich ökonomisch nicht mehr lohne. Als Gründe nannte er die hohen Importhürden Japans und die starke Isländische Krone. Weiterhin bejagt wird aber der Zwergwal, auch Minkewal genannt. 2016 waren 46 Tiere gefangen worden, 2017 sollen zwischen 45 und 55 erlegt werden. Für den Zeitraum 2019 bis 2023 wurden jährliche Quoten von 217 Zwergwalen und 161 Finnwalen beschlossen.
2006 argumentierte das Ministerium, die Fischbestände des Nordatlantik könnten durch Wale, insbesondere Zwergwale, gefährdet werden. „Das ist geradezu absurd in Zeiten industrieller Fischerei, in der praktisch jeder Quadratmeter Meeresboden jährlich betroffen ist, und in der viele Seevogelkolonien ihren Nachwuchs nicht mehr aufziehen können, weil zum Beispiel die Sandaale durch die so genannte Gammelfischerei fehlen. Hier werden von den Isländern die Wale zu Sündenböcken gestempelt“, protestierte damals Olaf Tschimpke, Präsident des NABU.
Für 2019 wurde die Fangquote auf bis zu 209 Finnwale und 217 Zwergwale festgesetzt. Allerdings sagten die zwei derzeit aktiven Walfangunternehmen die Fangsaison erstmals nach 17 Jahren auf beide Walarten ab.
Für 2020 wurde die Fangsaison erneut abgesagt. Als Gründe wurden Exportprobleme mit Japan und die mit der Covid-19-Pandemie einhergehenden Hygienestandards angegeben, die eine Bemannung der Schiffe und Verarbeitung des Walfleisches nahezu unmöglich machten. Der Geschäftsführer eines der beiden noch verbliebenen Fangunternehmen kündigte den vollständigen Rückzug aus dem Walfang an: „Ich werde nie wieder Wale jagen. Damit bin ich ein für alle Mal fertig.“ Darüber hinaus verändert sich auch die öffentliche Meinung zum Thema Walfang in Island. Mit der steigenden Bedeutung der Walbeobachtungen geht eine sinkende Bereitschaft einher, den Walfang rechtfertigen zu müssen. Das einzig verbliebene Unternehmen Hvalur nahm den Walfang erst 2022 wieder auf.
Anfang 2022 stellte Islands damalige Fischereiministerin Svandís Svavarsdóttir in Aussicht, die noch bis 2023 geltenden Fangquoten nicht mehr zu verlängern. Der Walfang sei ökonomisch nicht mehr lohnend
Im Juni 2024 wurde erneut eine Fanglizenz ausgestellt, jedoch nicht für die üblichen und vom Walfangunternehmen Hvalur beantragten fünf Jahre, sondern nur für ein Jahr bzw. die laufende Saison. Dies hat zu Protesten von Kristján Loftsson, dem Inhaber von Hvalur, geführt. Trotz der Genehmigung zum Fang von 128 Finnwalen (99 davon in der Region Grönland/West-Island und 29 in der Region Ost-Island/Färöer), beklagt er die Unsicherheit, die dadurch entstehe, dass die Lizenz nicht länger gilt, und beschuldigt die zuständige Ministerin Bjarkey Olsen Gunnarsdóttir, sein „Geschäft zerstören“ zu wollen. Aufgrund dieser Unsicherheit könne er sich Walfang im Sommer 2024 nicht vorstellen. Kritisiert wurde die Entscheidung andererseits aber auch von Walschützern. Iceland Review hat daher berichtet, dass mit der Entscheidung der Ministerin „niemand zufrieden“ sei. Kristján Loftsson kündigte an, den Staat auf Entschädigungen für die entgangene Saison 2023 zu verklagen, da die Jagdlizenz erst nach Beginn der Jagdsaison eintraf und somit die Zeit für nötige Vorbereitungen fehlte.
Im Dezember 2024 wurde unerwaret eine neue Walfangquote bis zum Jahr 2029 freigegeben: Demnach dürfen jährlich 209 Finnwale sowie 217 Zwergwale erlegt werden. Allerdings wurde vom letzten Walfänger Hvalur für 2025 die Jagd abgesagt.

## Walfangindustrie und Export

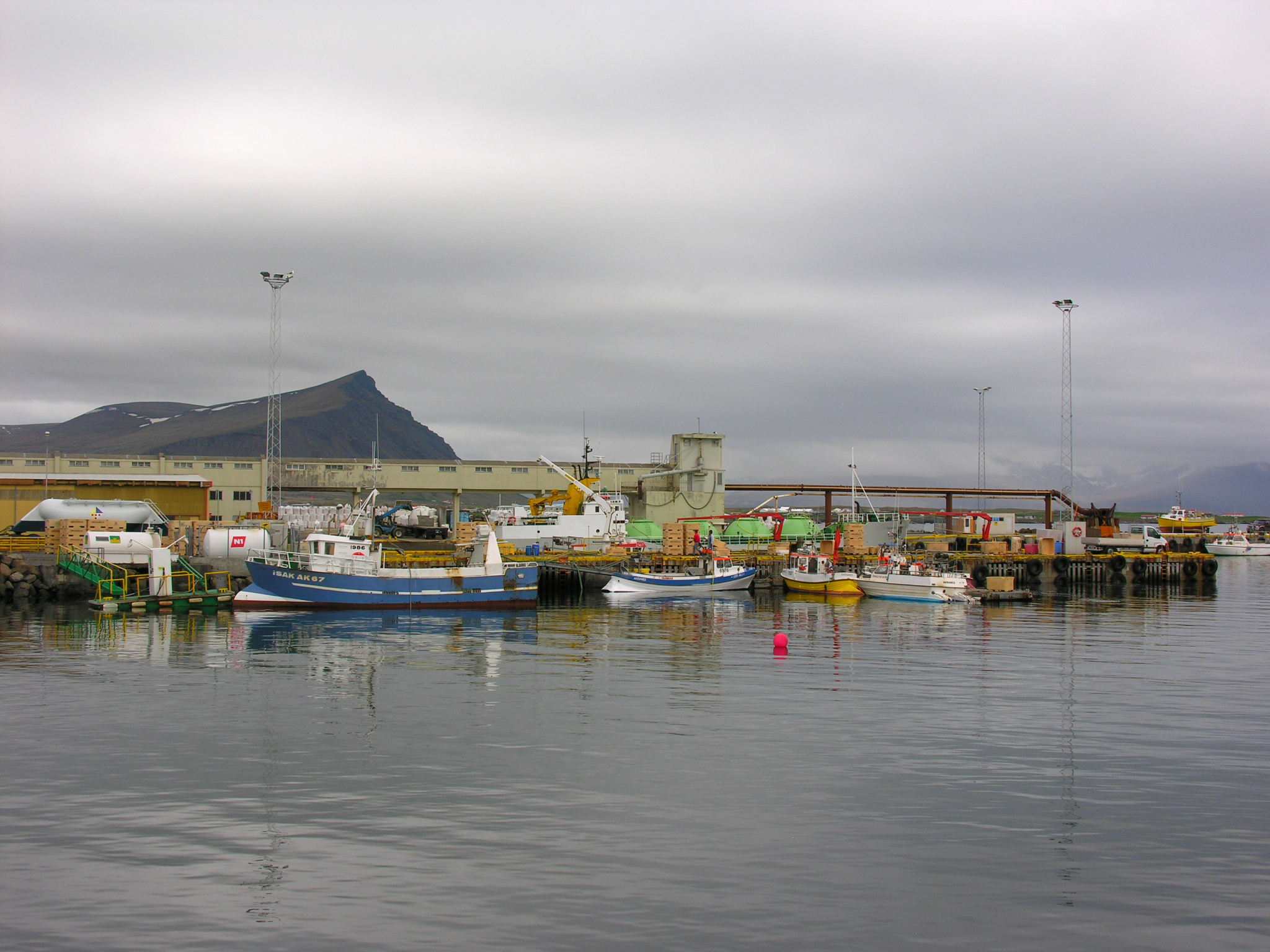
Fischereihafen von Akranes

Die isländische Walfangindustrie ist stark mit der Fischereiindustrie verbunden. Hvalur hf ist Islands größtes Walfangunternehmen und das einzige, welches auch Jagd auf bedrohte Finnwale macht. Das Unternehmen wird von Kristján Loftsson geleitet. Er ist gleichzeitig auch Vorstandsvorsitzender von HB Grandi, einem der größten Fischereiunternehmen Islands. Die Fischmanufaktur Deutsche See GmbH in Bremerhaven ist einer der Hauptabnehmer der Produkte von HB Grandi.
HB Grandi vermietet Fabrikgebäude auf dem Gelände ihrer Fischfabrik in Akranes an Hvalur hf, dort wird das Finnwalfleisch zerlegt und für den Export verpackt. Das Fleisch wird überwiegend nach Japan exportiert. Der Export ist schwierig, da die Länder, die das Walfangmoratorium unterschrieben haben, Schiffen mit Walfleisch teilweise die Einfahrt in ihre Häfen verweigern.
Hrefnuveiðimenn ehf (Icelandic Minke Whalers Association) und die Útgerðarfélagið Fjörður ehf jagen Zwergwale für die inländische Nachfrage. Die Walfänger sind groß genug, um die Meeressäuger direkt an Bord zu verarbeiten. Es werden nur die wertvolleren und essbaren Teile herausgeschnitten und alle anderen Körperteile gehen als Beifang über Bord. Minkwal-Fleisch wird an Restaurants und Fischmärkte in ganz Island verkauft. Ein Großteil wird von Touristen konsumiert. 2020 probierten allerdings statt ehemals 40 nur noch 11 % der Touristen Walfleisch.
Die vom Ministerium herausgegebenen Quoten werden teilweise nicht erfüllt, da die Nachfrage zu gering ist. Das Walfleisch wird von vielen Menschen als nicht sehr wohlschmeckend bewertet. In den letzten Jahren wurden die Schwermetall-Anteile in dem Walfleisch zunehmend zum Problem. Die isländische Presse berichtete im Frühjahr 2007, dass 179 Tonnen „Schlachtabfälle“, der aus einem Drittel bis der Hälfte aus Finnwal-Kadavern bestand auf Mülldeponien gelandet seien. Weil es kaum noch einen Markt für das Fleisch gab, wurde isländisches Walfleisch bis 2013 in Japan zu Hundefutter verarbeitet.

## Proteste und Konflikte
Neben weltweiten Protesten von Naturschutz- und Tierschutzorganisationen regt sich mittlerweile auch Widerstand auf Island selbst. Die Whale-Watching-Industrie ist ein wichtiger Einnahmezweig der Tourismusindustrie im Land. Mit 200.000 Touristen jährlich ist die Walbeobachtung inzwischen eine der Hauptattraktionen von Island mit einem Umsatz von ca. 13,5 Millionen Euro.
Bereits 1978 versuchte die noch junge Greenpeace mit ihrem Schiff Rainbow Warrior I Isländische Walfangbote zu stören. 1979 schossen Hvalur-Schiffe Harpunen über die protestierenden Naturschützer. Island begann damit, seiner Wahlfangflotte mit seiner Küstenwache Begleitschutz zu geben. Es gab zwei Übergriffe von bewaffneten Küstenwachbooten auf Greenpeace. Bei einem weitern Vorfall wurden in internationalen Gewässern von der Isländischen Küstenwache Zodiacs von Greenpeace aufgebracht und beschlagnahmt.
1986 versenkten Aktivisten von Sea Shepherd unter Führung von Paul Watson zwei isländische Walfangschiffe im Hafen von Reykjavík.
Im Juli 2013 protestierte Greenpeace im Hamburger Hafen gegen die Cosco Pride shipping company, die Walfleisch von Island nach Japan transportierte. Die Container sollten in Hamburg umgeladen werden. Die isländische Firma Samskip beauftragte Evergreen Marine mit dem weiteren Transport. Nach den Protesten von Greenpeace erklärten Samskip und Evergreen kein Walfleisch mehr zu transportieren.
Der IFAW (Internationaler Tierschutz-Fonds) fordert die isländische Regierung 2015 auf, dem Wunsch des Stadtrats von Reykjavík nachzukommen. Dieser verabschiedete eine parteiübergreifende Resolution, die den Fischereiminister auffordert, ein großes Schutzgebiet für Wale in der Faxaflói-Bucht einzurichten.